# Angola vid världsmästerskapen i simsport 2024
Angola tävlade vid världsmästerskapen i simsport 2024 i Doha i Qatar mellan den 2 och 18 februari 2024. Angola hade en trupp på fem idrottare, varav tre kvinnor och två män.

## Tävlande per sport
Följande är en lista över antalet tävlande per sport.
| Sport                | Herrar | Damer | Totalt |
| -------------------- | ------ | ----- | ------ |
| Simning              | 1      | 2     | 3      |
| Öppet vatten-simning | 1      | 1     | 2      |
| Totalt               | 2      | 3     | 5      |

## Simning
Herrar
| Idrottare            | Gren         | Heat    | Heat      | Semifinal        | Semifinal        | Final            | Final            |
| Idrottare            | Gren         | Tid     | Placering | Tid              | Placering        | Tid              | Placering        |
| -------------------- | ------------ | ------- | --------- | ---------------- | ---------------- | ---------------- | ---------------- |
| Henrique Mascarenhas | 100 m frisim | 52,62   | 71        | Gick inte vidare | Gick inte vidare | Gick inte vidare | Gick inte vidare |
| Henrique Mascarenhas | 200 m frisim | 1.54,82 | 52        | Gick inte vidare | Gick inte vidare | Gick inte vidare | Gick inte vidare |

Damer
| Idrottare        | Gren            | Heat    | Heat      | Semifinal        | Semifinal        | Final            | Final            |
| Idrottare        | Gren            | Tid     | Placering | Tid              | Placering        | Tid              | Placering        |
| ---------------- | --------------- | ------- | --------- | ---------------- | ---------------- | ---------------- | ---------------- |
| N'Hara Fernandes | 50 m frisim     | 29,13   | 76        | Gick inte vidare | Gick inte vidare | Gick inte vidare | Gick inte vidare |
| N'Hara Fernandes | 50 m bröstsim   | 36,34   | 37        | Gick inte vidare | Gick inte vidare | Gick inte vidare | Gick inte vidare |
| Lia Ana Lima     | 100 m fjärilsim | 1.03,98 | 34        | Gick inte vidare | Gick inte vidare | Gick inte vidare | Gick inte vidare |
| Lia Ana Lima     | 200 m fjärilsim | 2.23,83 | 24        | Gick inte vidare | Gick inte vidare | Gick inte vidare | Gick inte vidare |

## Öppet vatten-simning
Herrar
| Idrottare  | Gren | Tid                 | Placering           |
| ---------- | ---- | ------------------- | ------------------- |
| Yano Elias | 5 km | Utanför tidsgränsen | Utanför tidsgränsen |

Damer
| Idrottare     | Gren  | Tid   | Placering |
| ------------- | ----- | ----- | --------- |
| Rafaela Santo | 10 km | 0DNF0 | 0DNF0     |